# Epholcis uniformis
Epholcis uniformis är en skalbaggsart som beskrevs av Britton 1957. Epholcis uniformis ingår i släktet Epholcis och familjen Melolonthidae. Inga underarter finns listade i Catalogue of Life.